# Bewegliche Denkmale in Österreich/Liste von Wasserfahrzeugen
Diese Zusammenstellung der Wasserfahrzeuge unter den beweglichen Denkmalen Österreichs befindet sich noch im Aufbau.
Die Auflistung ist noch nicht vollständig und auch noch nicht durchgehend durch Bescheide des Bundesdenkmalamtes gesichert.
| Bild | Bezeichnung oder Nummer                                                             | Bescheid des Bundesdenkmalamtes | Baujahr | Erläuterung |
| ---- | ----------------------------------------------------------------------------------- | ------------------------------- | ------- | --- |
|      | Regentag                                                                            | 11. August 2015                 | 1910    | 1967–74 nach Plänen des Künstlers Friedensreich Hundertwasser umgebaut und danach von diesem genutzt; liegt heute in Tulln an der Donau und ist im Besitz der Hundertwasser Gemeinnützigen Privatstiftung |
|      | Schaufelraddampfer Schönbrunn der Ersten Donaudampfschifffahrts-Gesellschaft (DDSG) |                                 | 1912    | ehemaliger Eildampfer der DDSG; Wird von Linz aus auf der Donau eingesetzt |
|      | Traunsee-Raddampfer Gisela                                                          | 1981                            | 1871    | verkehrt am Traunsee |
|      | Schraubendampfer Thalia                                                             | 14.6.1986                       | 1909    | verkehrt am Wörthersee |
|      | Güterkahn 10065                                                                     | 56.069/3/2012                   | 1957    | ehemaliger Schleppkahn der DDSG |

Weiters sind in Kroatien als Denkmal geführt:
- Das Wrack des 1914 bei den Brionischen Inseln gesunkenen österreichischen Passagierschiffes Baron Gautsch.[7]
- Die Dalmat, ehemalige Staatsyacht und einziges erhaltenes Seeschiff der k.u.k. Kriegsmarine.